# .xxx
.xxx — общий домен верхнего уровня, предлагаемый компанией ICM Registry для порнографических сайтов и порноиндустрии.
По мнению председателя компании ICM Registry Стюарта Лоули, ввод домена — «это прекрасная новость для тех, кто хочет воспользоваться взрослым контентом или отфильтровать его».
Запуск этого домена был отклонён 10 мая 2006 года на заседании совета директоров ICANN 9 голосами против 5.
Но 12 марта 2010 года на конференции ICANN в Найроби вновь поднялся вопрос о создании этой доменной зоны. Однако принятие окончательного решения по этому спорному вопросу было отложено как минимум на 70 дней.
25 июня 2010 года на конференции ICANN в Брюсселе было одобрено создание доменной зоны .xxx. Всего в ICM поступили предварительные заявки на регистрацию 200 000 доменных имён в этой зоне.

## Этапы запуска[5]
24 июня 2011 года был проведён этап предварительного приёма заявок. Некоторыми регистраторами принимаются заявки от владельцев .com, .net и других доменов, одобренных ICAAN cctld.
Sunrise A — 7 сентября 2011 года, длительность 30 дней. Только для участников индустрии для взрослых — владельцев сайтов и торговых марок.
Sunrise B — 7 сентября 2011 года, длительность 30 дней. Только для владельцев сайтов и торговых марок, не являющихся участником индустрии для взрослых и желающих навсегда запретить к регистрации в зоне xxx своё имя. Запрет производится раз и навсегда с помощью единовременного платежа.
Landrush — 24 октября 2011 года, длительность 10 дней. Только для участников индустрии для взрослых. Конкурентные заявки будут разыграны на аукционе.
Открытый запуск состоялся 6 декабря 2011 года. «Первый пришёл, первый получил».